# 健速
健速（たけはや），是日本的劇作家（主要在成人遊戲的領域活動），小說家（輕小說作家）。出身於千葉縣。以《重回那天》為處女作跨足小說創作。
2001年，同人圈TYPE-MOON制作了名为“Uta Tsukitsu Ten Nights”的“Tsukihime”粉丝盘，并采用了“Drunken Dream Moon”。 之后，他在自己的网站上发布了完整版的《醉梦月》、《醉梦月》和新作《醉梦月：展览：月光之夜》。

## 个人履历
他在2003 年以“From Konada to Beyond”首次亮相。2006年，与丸谷秀人合著的剧情《仰望遥香，美丽》在“美少女游戏奖2007”上获得大奖，并获得纯爱作品奖、剧本奖、用户支持奖五个类别的奖项。即使在成为专业人士之后，他还担任了FLAT的同人游戏“杀手女王”的剧本作家。
2007年，他以轻小说作家的身份首次亮相，创作了HJ Bunko的《那些日子又来了》。

## 作品

### 商業作品
- 從此方到彼方
- 巫女舞 〜ただ一つの願い〜
- 遙仰凰華
- 明日的世界
- 置き場がない!
- やや置き場がない!
- 心あたたまる3つの物語
- 星逢のプリズムギア
- 放課後の不適格者

### 同人作品
- 歌月十夜
- KILLER QUEEN
  - シークレットゲーム -KILLER QUEEN-

### 小說
- 重回那天（HJ文庫）
- 三坪房間的侵略者!?（HJ文庫）
- 埋まったままDE宇宙戦争!（GA文庫）
- 乘著風與魯特琴的旋律（櫻之杜文庫）

## 外部連結
- 元祖健速本店 （页面存档备份，存于）

1. ↑  . 萌えゲーアワード.   [2014-10-07]. （原始内容存档于2017-08-30）. 已忽略文本“和書” (帮助)